# Liss Eriksson

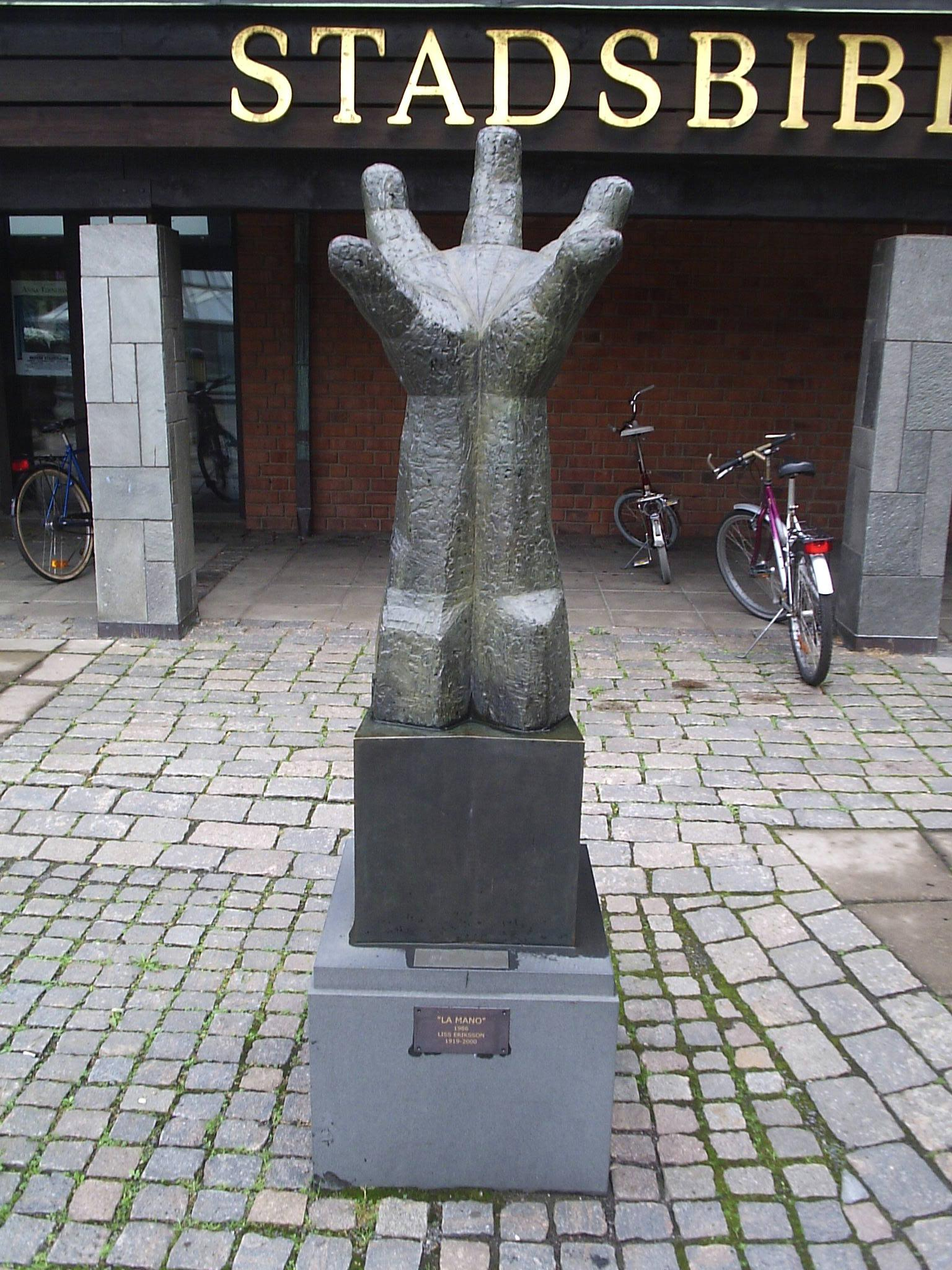
La Mano, Skövde (model in brons)

Liss Eriksson (Stockholm, 31 augustus 1919 – aldaar, 19 juli 2000) was een Zweedse beeldhouwer en tekenaar.

## Leven en werk
Liss Eriksson, een zoon van de beeldhouwer Christian Eriksson (1858-1935), groeide op in de Prästgårdsgata in de wijk Södermalm, waar hij in 1975 zijn atelier vestigde. Hij studeerde van 1939 tot 1944 bij Nils Sjögren en Eric Grate aan de Kungliga Konsthögskolan Mejan in Stockholm. In 1947 nam hij met onder anderen Arne Jones deel aan de avantgardistische expositie Ung Konst (Jonge Kunst) bij galerie Färg och Form. Met zijn echtgenote, de kunstenares Britta Reich-Eriksson, woonde hij van 1947 tot 1951 in Parijs, waar hij onderricht kreeg van de Franse beeldhouwers Jean Osouf en Henri Laurens.

## Werken (selectie)
- 1944 : Faster, Västertorps Skulpturpark in Stockholm
- 1947 : Sittande man, Värmlands Museum in Karlstad
- 1949 : Negerboxaren, Västmanläns Museum in Västerås
- 1952 : Mor och barm, Norrköping Museum in Eskilstuna
- 1954 : Oskuld, Västertorps Skulpturpark in Stockholm
- 1954 : Järnpojken of Pojke som tittar på Mänen, Bollhusgränd in Stockholm
- 1954 : La Mano (monument Spaanse Burgeroorlog - rood graniet), Katarinavägen in Stockholm ; een kleiner exemplaar in brons staat bij het Kulturhuset in Skövde
- 1961 : Huset, Kobjerstorget in Lund
- 1965 : Violoncellen, Sommervägen in Växjö
- 1971 : Fågelmannen, Torget in Arvika
- 1973 : Paret, Djurgården in Stockholm
- 1993 : Duo,[1] Hällefors

## Fotogalerij

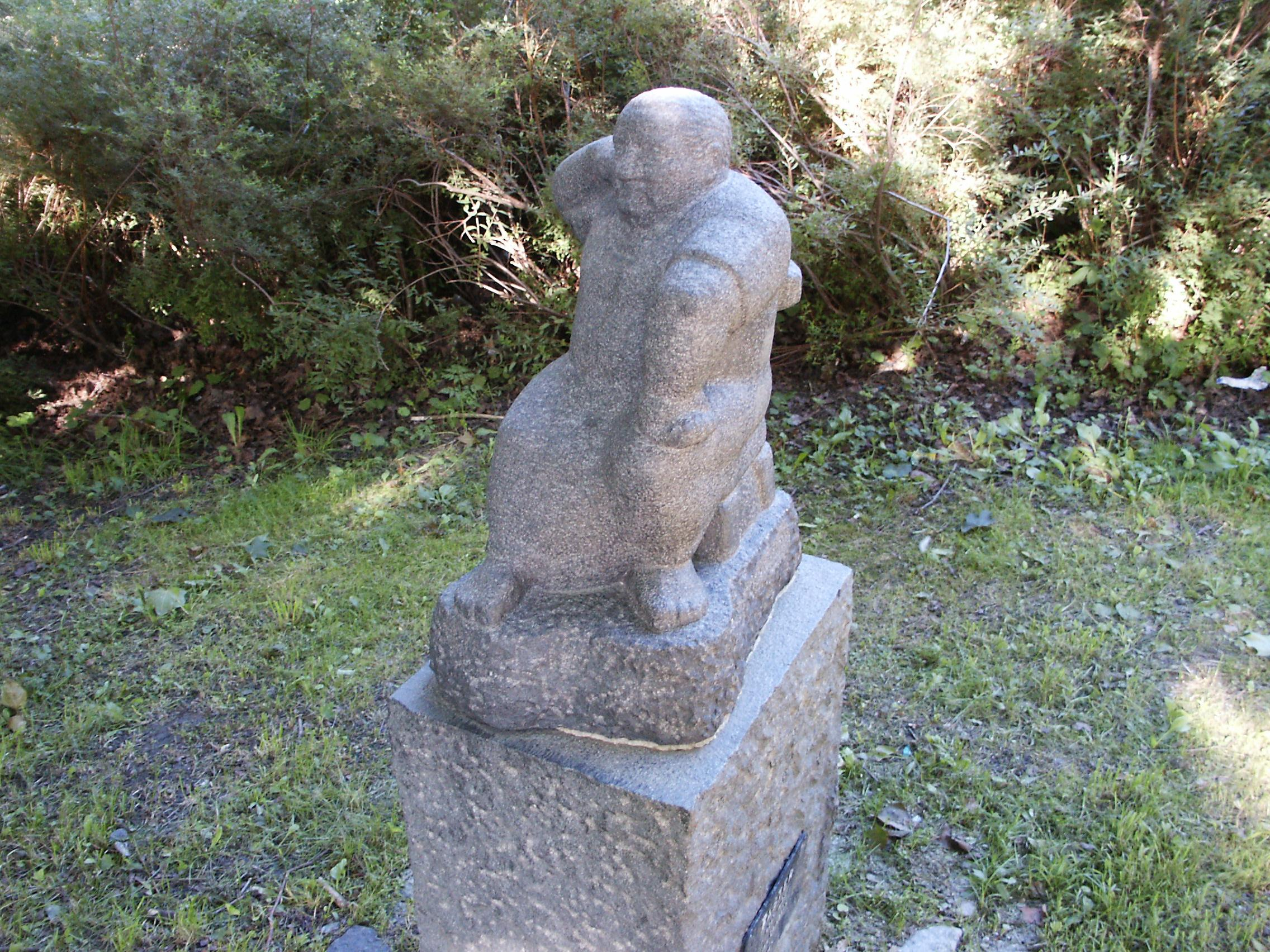
Faster in Stockholm
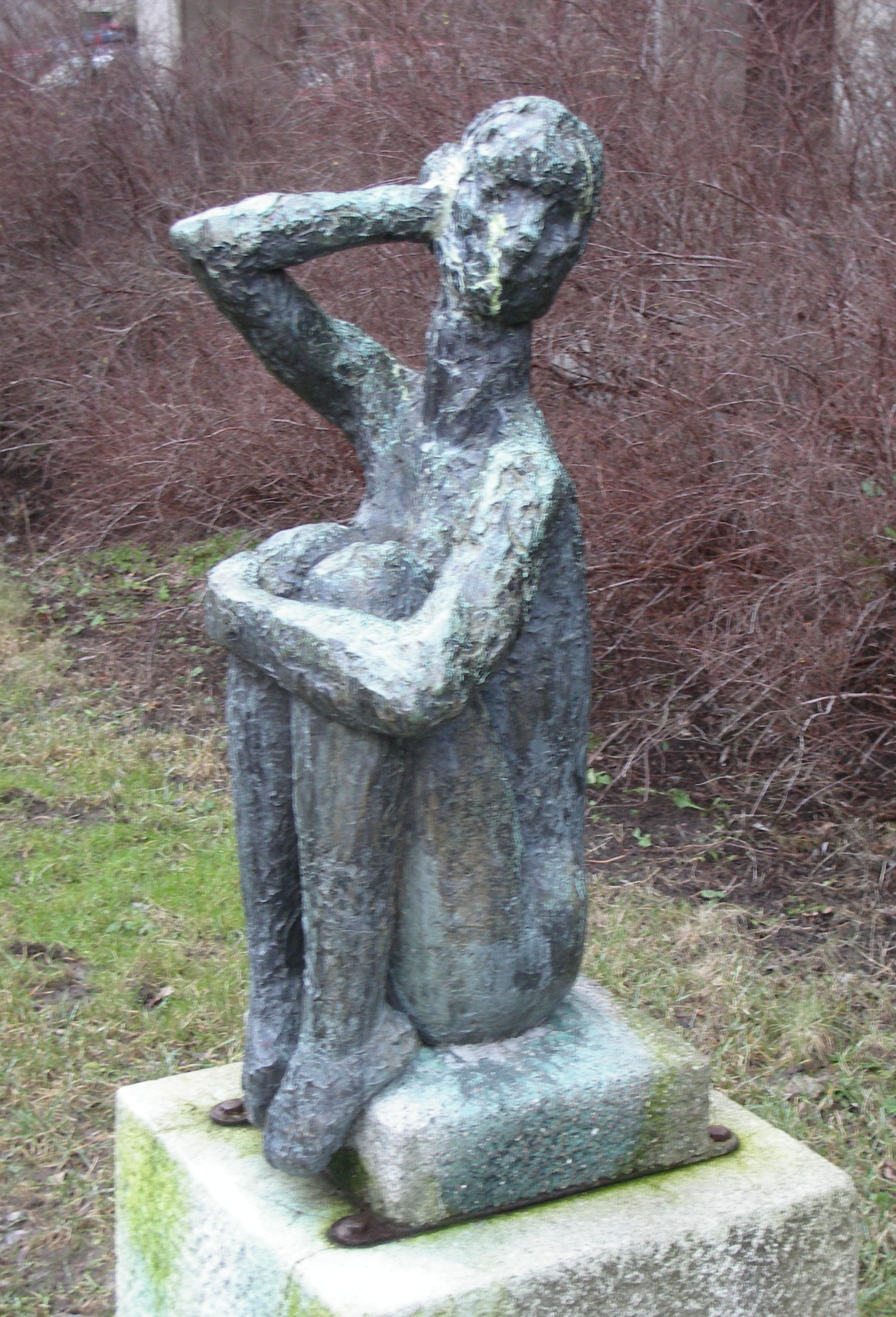
Oskuld in Stockholm
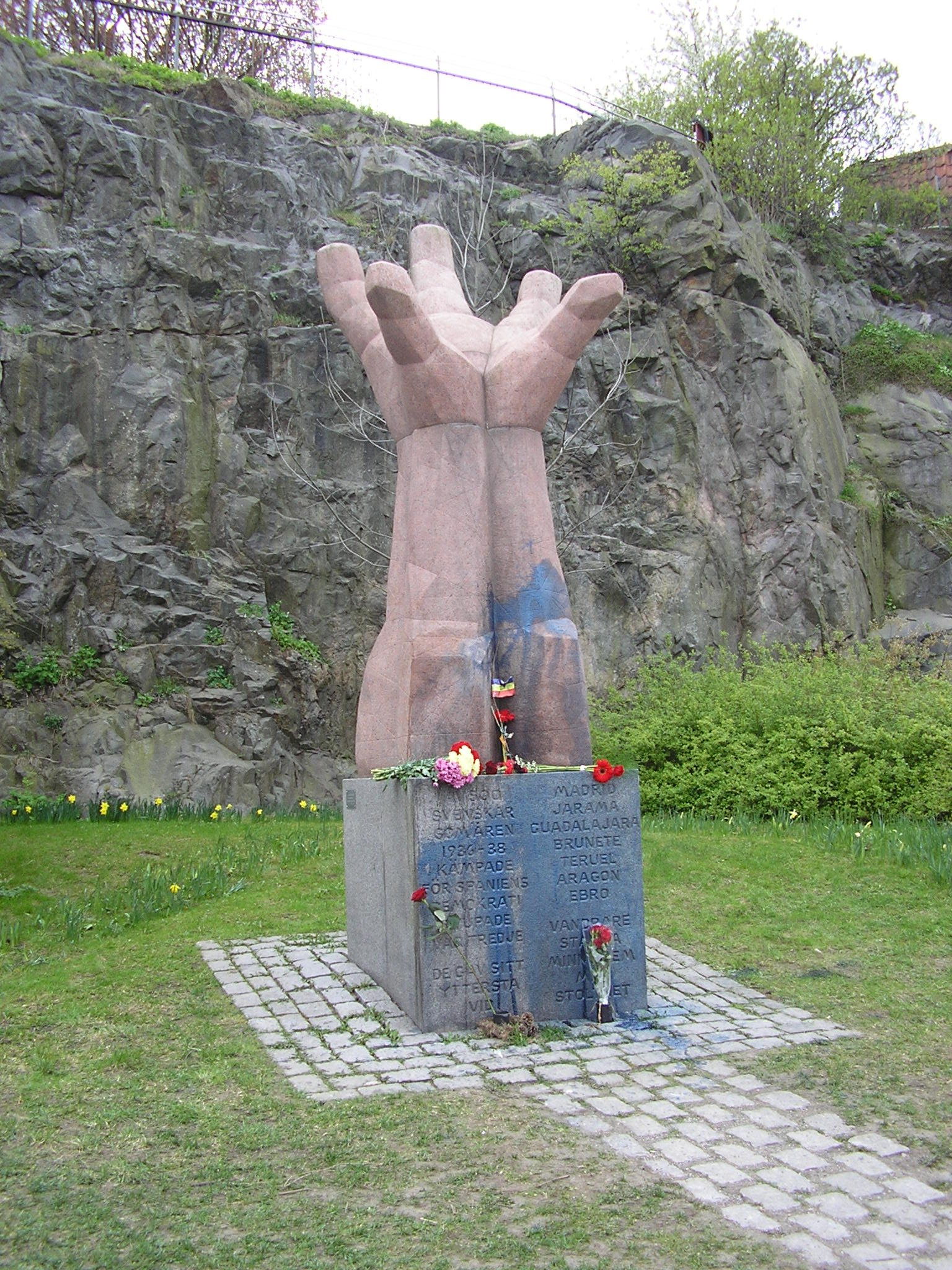
Monument La Mano in Stockholm
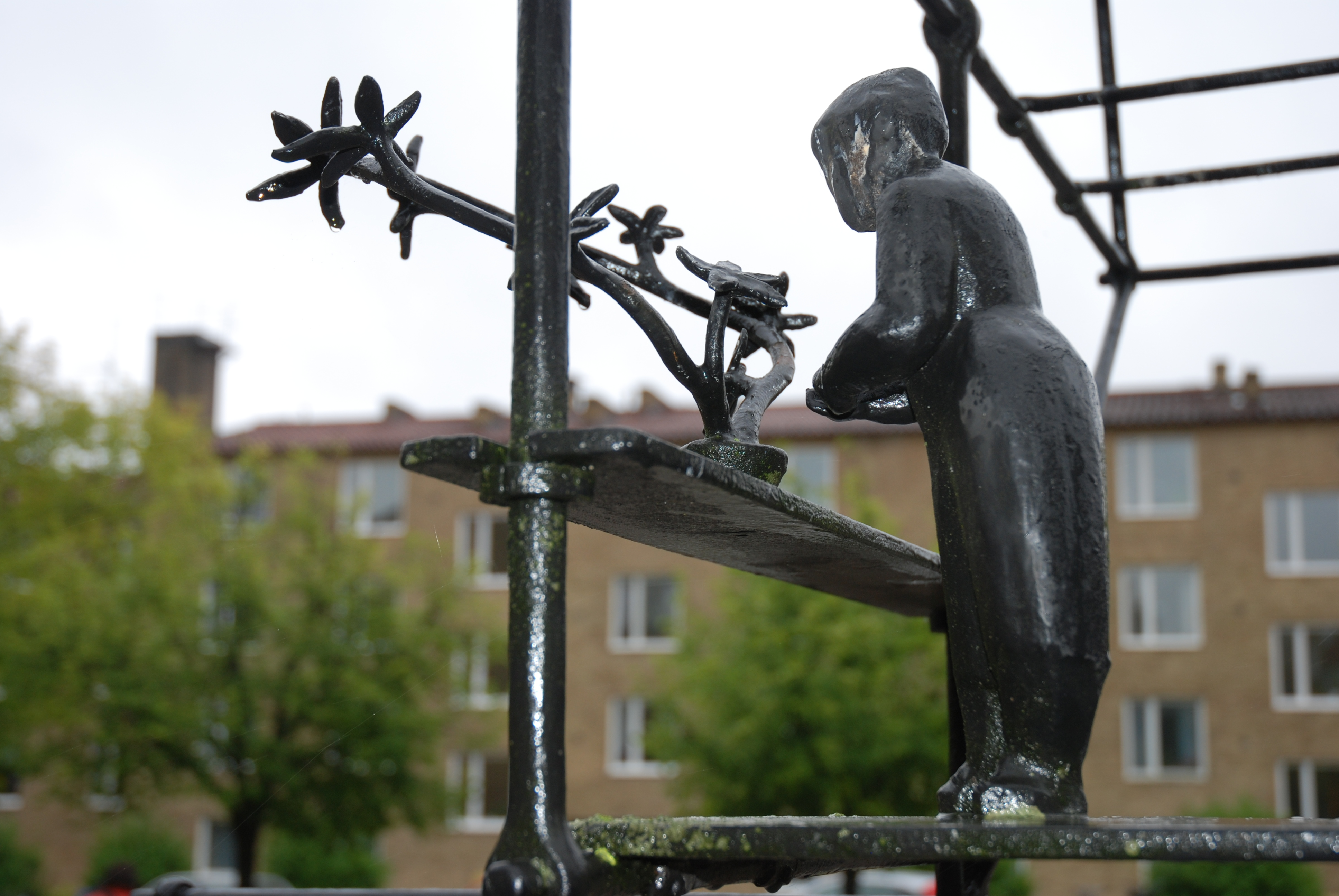
Detail van Huset in Lund
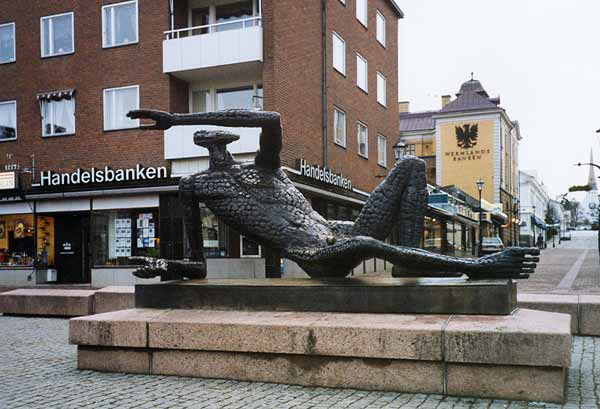
Fågelmannen in Arvika